# Conquesta de Gal·les per Eduard I
La conquesta de Gal·les per Eduard I d'Anglaterra va tenir lloc entre 1277 i 1283. A vegades se l'anomena com a conquesta eduardiana de Gal·les, per distingir-la de la conquesta normanda anterior (però parcial) de Gal·les. La conquesta es va fer en dues campanyes, una primera el 1277 i la segona el 1282–83; a la primera, 
Eduard I d'Anglaterra va reduir considerablement els territoris i del príncep Llywelyn ap Gruffudd (conegut com "Llywelyn l'últim rei") conquerint bona part dels seus dominis a prop de la frontera anglo-gal·lesa i, amb la segona, va conqueririr el principat completament, així com els altres principats gal·lesos restants.
Al segle xiii, Gal·les estava dividida, per una part, en diferents principats independents, governats per gal·lesos natius i, per l'altre, els territoris de la coneguda com Marca Gal·lesa, un conjunt de senyorius establerts al llarg de la costa sud del país i de la frontera amb Anglaterra, governats per nobles anglo-normands que rendien tribut al rei anglès. El principat principal era Gwynedd, els prínceps del qual havien aconseguit el control de la major part de Gal·les, convertint els altres prínceps gal·lesos en els seus vassalls, per la seva influència havien pres el títol de Príncep de Gal·les. Encara que abans alguns monarques anglesos havien fet diversos intents de prendre el control dels territoris gal·lesos, no va ser fins a la guerra de conquesta d'Eduard contra Llywelyn, l'últim príncep natiu de Gal·les, que això es va assolir de manera definitiva.
La major part del territori conquerit es va conservar com a feu reial, i aquestes terres es van convertir més tard, per costum, en la dotació territorial de l'hereu al tron anglès amb el títol de Príncep de Gal·les, tradició que continua fins avui en dia. La resta del territori seria concedida als partidaris d'Eduard com a nous senyorius. Encara que els territoris no s'incorporarien efectivament al Regne d'Anglaterra fins a l'aplicació de les lleis de Gal·les de 1535 i 1542, la conquesta d'Eduard va marcar definitivament el final de la independència política de Gal·les.

## Antecedents: Gal·les a l'alta edat mitjana

Gal·les després del Tractat de Montgomery de 1267:

Després d'una sèrie d'invasions, que van començar poc després de la conquesta normanda d'Anglaterra el 1066, els normands es van apoderar de gran part de Gal·les i van establir-hi senyorius marquesos quasi independents que igualment mantenien la seva lleialtat a la corona anglesa. No obstant això, alguns principats gal·lesos com Gwynedd, Powys i Deheubarth van mantenir la seva independència i des de finals del segle xi, els gal·lesos van començar a fer retrocedir l'avanç normand. Durant el segle següent, la recuperació gal·lesa de territoris va tenir alts i baixos i els reis anglesos, sobretot Enric II, van intentar diverses vegades conquerir o establir la seva sobirania sobre els principats nadius gal·lesos. Tot i així, a finals del segle xii els senyorius anglesos van quedar reduïts al sud i sud-est del país.
El principat de Gwynedd va ser la potència dominant a Gal·les durant la primera meitat del segle xiii, amb Powys i Deheubarth convertint-se en estats tributaris. Els prínceps de Gwynedd van acabar assumint el títol de "príncep de Gal·les", però unes guerres amb Anglaterra el 1241 i el 1245, seguides d'una disputa dinàstica en la successió al tron, van debilitar Gwynedd i van permetre que Enric III s'apoderés de Perfeddwlad (la part oriental del principat). No obstant això, a partir de 1256 Gwynedd, sota Llywelyn ap Gruffudd (que es va fer conegut com "Llywelyn l'Últim"), va reprendre la guerra contra Enric i va recuperar el territori de Perfeddwlad. Pel Tractat de Montgomery de 1267, la pau es va signar i, a canvi de pagar tribut al rei anglès, Llywelyn va ser reconegut com a príncep de Gal·les i la seva reconquesta de Perfeddwlad va ser acceptada per Enric. Tot i el tractat, va continuar havent-hi guerres esporàdiques entre Llywelyn i alguns dels marquesos anglesos, com Gilbert de Clare, Roger Mortimer i Humphrey de Bohun.

## Conquesta

### Causes immediates de la guerra
Enric III va morir el 1272 i el va succeir el seu fill, Eduard I. La ineficàcia d'Enric a l'hora de governar havia portat el col·lapse de l'autoritat reial a Anglaterra durant el seu regnat, però el seu fill, Eduard era un governant vigorós i contundent i un cap militar capaç.
El 1274, les tensions entre Llywelyn i Edward va augmentar quan Gruffydd ap Gwenwynwyn de Powys i el germà petit de Llywelyn, Dafydd ap Gruffydd, van desertar als anglesos i van demanar protecció d'Eduard. Els continuats conflictes amb els marquesos anglesos, incrementats per la construcció del nou castell de Roger Mortimer a Cefnllys i l'acollida de desertors gal·lesos d'Eduard, van portar a Llewelyn a rebutjar la demanda d'Eduard de venir a Chester el 1275 per fer-li homenatge, tal com exigia el Tractat de Montgomery. Segons Eduard, una altra provocació va venir pel matrimoni previst de Llywelyn amb Eleanor, filla de Simon de Montfort, el líder d'una rebel·lió contra la corona anglesa durant el regnat del pare d'Eduard. El novembre de 1276, Eduard va declarar la guerra a Llywelyn. No obstant això, el seu objectiu era el d'acabar amb un vassall problemàtic com Llywelyn en lloc d'iniciar una guerra de conquesta.

### Invasió de 1277
A principis de l'any 1277, abans que el principal exèrcit reial s'hagués reunit, Edward va desplegar, al sud i centre de Gal·les, una mescla de forces formades per mercenaris, alguns dels servidors dels senyors marquesos i cavallers de la casa reial. Van tenir un èxit considerable, ja que molts dels governants gal·lesos, ressentits pel domini de Llywelyn, es van rendir i es van unir als anglesos. El juliol de 1277, Edward va llançar una expedició punitiva al nord de Gal·les amb un exèrcit de 15.500, dels quals 9.000 eren gal·lesos del sud, exèrcit reclutat mitjançant una convocatòria feudal tradicional. Des de Chester, l'exèrcit va marxar cap a Gwynedd, acampant primer a Flint i després a Rhuddlan i Deganwy, el que probablement va causar danys i estralls importants a les zones per les quals avançaven. Una flota dels sortida de l'est d'Anglaterra va proporcionar suport naval a l'expedició.
Llywelyn aviat es va adonar que la seva posició era desesperada i ràpidament es va rendir. La campanya mai va arribar a tenir una batalla important. Tanmateix, Edward va decidir negociar un acord en lloc d'intentar la conquesta total del principat. És possible que cap el novembre de 1277, a l'exèrcit anglès hi faltessin homes i subministraments i, en tot cas, la conquesta completa dels territoris de Llywelyn no havia estat el seu objectiu principal.

### Tractat d'Aberconwy

Gwynedd després del Tractat d'Aberconwy de 1277 Gwynedd, principat de Llywelyn ap Gruffudd
Territoris de Dafydd ap Gruffudd, germà de Llywelyn
Territoris cedits al Regne d'Anglaterra

Pel Tractat d'Aberconwy el novembre de 1277, a Llywelyn només es va quedar la part nord-occidental de Gwynedd, encara que se li va permetre conservar el títol de príncep de Gal·les. L'est del principat es va dividir entre Eduard i el germà de Llywelyn, Dafydd, i la resta de les terres que li havien estat tributàries es van convertir de facto en terres d'Eduard.
Com a resultat tant de l'expropiació territorial com de la submissió de les famílies gal·leses governants, els territoris de Deheubarth, Powys i Gal·les central es van convertir en una barreja de terres reials controlades directament per nobles anglesos. La victòria d'Eduard va ser total i va representar una important redistribució del poder i del territori a Gal·les a favor d'Anglaterra. Eduard gaudia ara d'un grau de control directe en zones de Gal·les en les que cap rei anglès anterior havia aconseguit.

### Campanya de 1282–83
La guerra va tornar a esclatar el 1282, com a resultat d'una rebel·lió del germà de Llewelyn II, Dafydd ap Gruffydd, que estava descontent amb la recompensa que havia rebut d'Eduard després de la guerra de 1277. Dafydd va ordenar una sèrie d'atacs coordinats amb els governants gal·lesos a Deheubarth i Powys, que havien estat vassalls de Llywelyn fins al 1277 i que ara eren vassalls d'Eduard. Llywelyn i els altres líders gal·lesos, inclosos els del sud, s'hi van unir i aviat la rebel·lió va assumir un caràcter molt diferent al de la campanya de 1277. Es va convertir en una lluita nacional que va gaudir d'un gran suport entre els gal·lesos, que van ser provocats especialment pels intents d'Eduard d'imposar les lleis d'Anglaterra als gal·lesos. Eduard veient el que estava passant, aviat va començar a considerar fer una guerra de conquesta més que una expedició punitiva per sufocar aquesta rebel·lió.

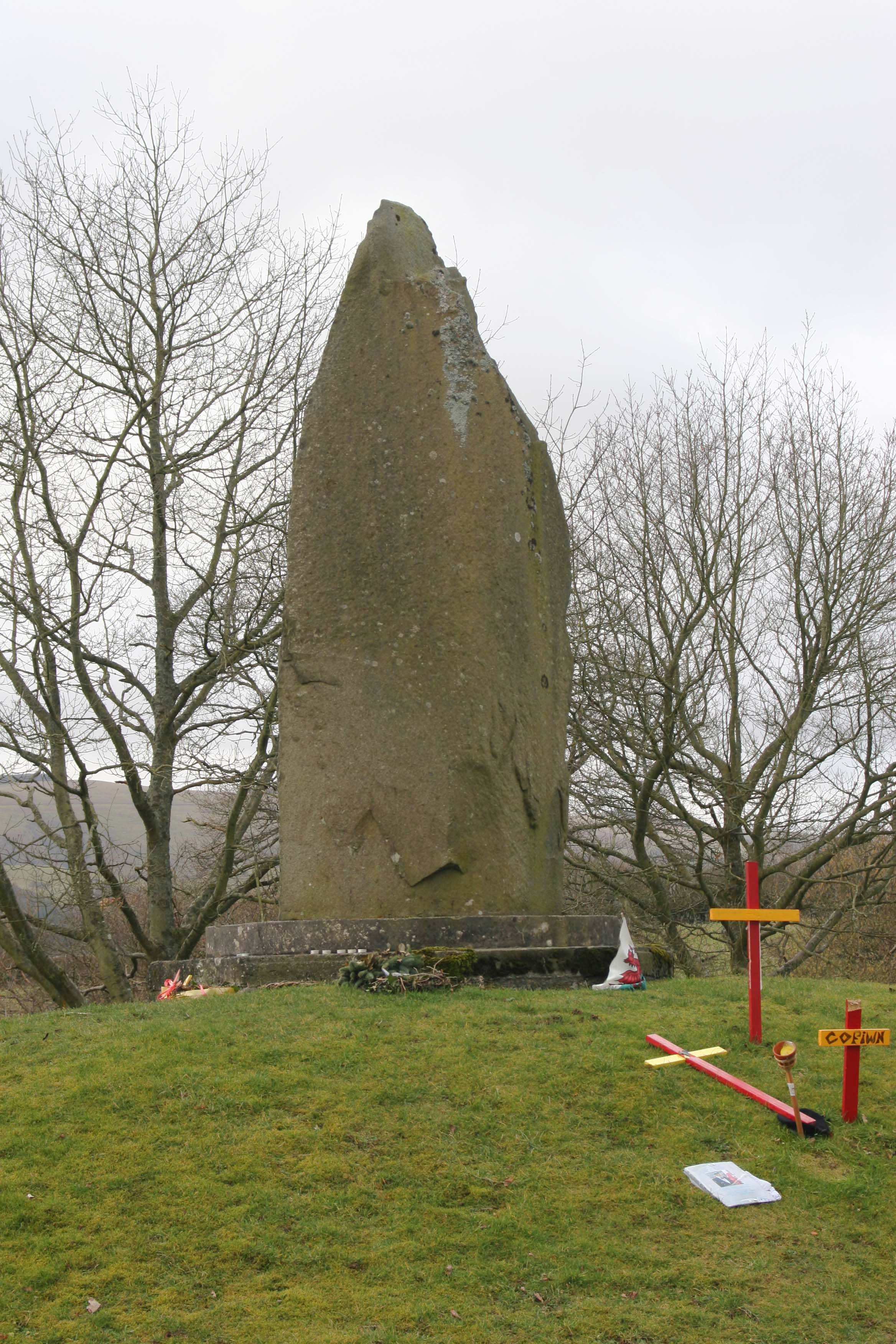
El Monument Llywelyn a Cilmeri que marca el lloc del pont de la batalla del pont d'Orewin

Els anglesos van llançar un atac desde tres fronts, amb Eduard dirigint el seu exèrcit cap al nord de Gal·les per la mateixa ruta que va seguir el 1277, Roger Mortimer, senyor anglès, operaria al centre i interior Gal·les i el comte de Gloucester va avançar amb un exèrcit important cap al sud. Inicialment els gal·lesos van tenir èxit. El juny de 1282, Gloucester va ser derrotat en la batalla de Llandeilo Fawr. Eduard després d'això el va substituir per William de Valence, comte de Pembroke, que va penetrar el sud fins a arribar a Aberystwyth, però no va poder enfrontar-se a un exèrcit gal·lès. Eduard va patir un revés al centre de Gal·les quan el seu comandant allà, Roger Mortimer, va morir a l'octubre. El 6 de novembre, mentre John Peckham, arquebisbe de Canterbury, conduïa les negociacions de pau, Luke de Tany, el comandant d'Eduard a Anglesey, va decidir dur a terme un atac sorpresa. Poc després que Tany i els seus homes haguessin creuat un pont de pontons que havien construït cap a terra ferma, van ser emboscats pels gal·lesos i van patir grans pèrdues a la batalla de Moel-y-don.
Tanmateix, la guerra es va tornar a favor d'Eduard quan Llywelyn va marxar inesperadament del nord de Gal·les cap a Builth, al centre de Gal·les. Va caure en una trampa i va ser assassinat a la batalla del pont d'Orewin l'11 de desembre de 1282. Aprofitant aquest esdeveniment fortuït, Eduard va reunir un nou exèrcit i va marxar amb valentia cap a Snowdonia el gener de 1283 i va capturar el Castell de Dolwyddelan, epicentre de la resistència gal·lesa. Al mateix temps, el general de Valence al sud va avançar de Cardigan a Meirionnydd. La combinació de la pressió de Valence des del sud i l'avanç del rei pel nord va ser massa per a les forces gal·leses. La conquesta de Gwynedd es va completar amb la captura el juny de 1283 de Dafydd, que havia succeït al seu germà com a príncep el desembre anterior. Dafydd va ser portat a Shrewsbury i executat com a traïdor la tardor següent.

## Conseqüències

Terres reials després de la conquesta Principat de Gal·les del Nord
Terres de control directe Marca de Gal·les
Senyorius controlats per nobles anglesos

### Assentament territorial
Eduard va dividir el territori dels principats gal·lesos entre ell mateix (és a dir, controlats sota control reial directe) i els seus partidaris mitjançant subvencions feudals, que a la pràctica es van convertir en nous senyorius marquesos. Els senyorius creats eren principalment regals a nobles anglo-normands com el comte de Lincoln que va rebre el senyoriu de Denbigh. Però, a més, els aliats gal·lesos d'Eduard van rebre les seves pròpies terres, però sobre una base feudal; per exemple, Owain a Gruffydd a Gwenwynwyn+, de la casa reial de Powys Wenwynwyn, va rebre les seves terres ancestrals amb el nom de senyoriu de Powys i es va fer conegut com Owen de la Pole (o "Poole").
Les terres sota control reial directe es van organitzar sota l'Estatut de Rhudlan de 1284, que declarava que estaven "annexionades i unides" a la corona anglesa, encara que no van passar a formar part del Regne d'Anglaterra en aquell moment. Eren el feu personal del rei i el 1301, van ser atorgats al fill d'Eduard, Eduard de Caernarfon (el futur Eduard II), amb el títol de "príncep de Gal·les" i després les terres i el títol es van convertir en la dotació habitual de l'hereu del tron anglès.
L'Estatut de Rhuddlan va dividir el territori sota control reial en sis comtats segons el model anglès, administrats per funcionaris reials. L'Estatut també va fer complir l'adopció del common law anglès a Gal·les, encara que amb algunes variacions locals. La llei gal·lesa va continuar sent utilitzada en alguns usos civils com l'herència de terres, encara que amb canvis; per exemple, els fills il·legítims ja no podien reclamar part de l'herència, cosa que la llei gal·lesa els havia permès fer.
La resta de Gal·les va continuar constituint-se com la Marca de Gal·les sota el domini de marquesos anglesos (coneguts com Marcher Lords), com abans, a partir de la dècada de 1290 Eduard va començar a intervenir en els afers de la Marca en una mesura molt més gran.

### Colonització i construcció de castells

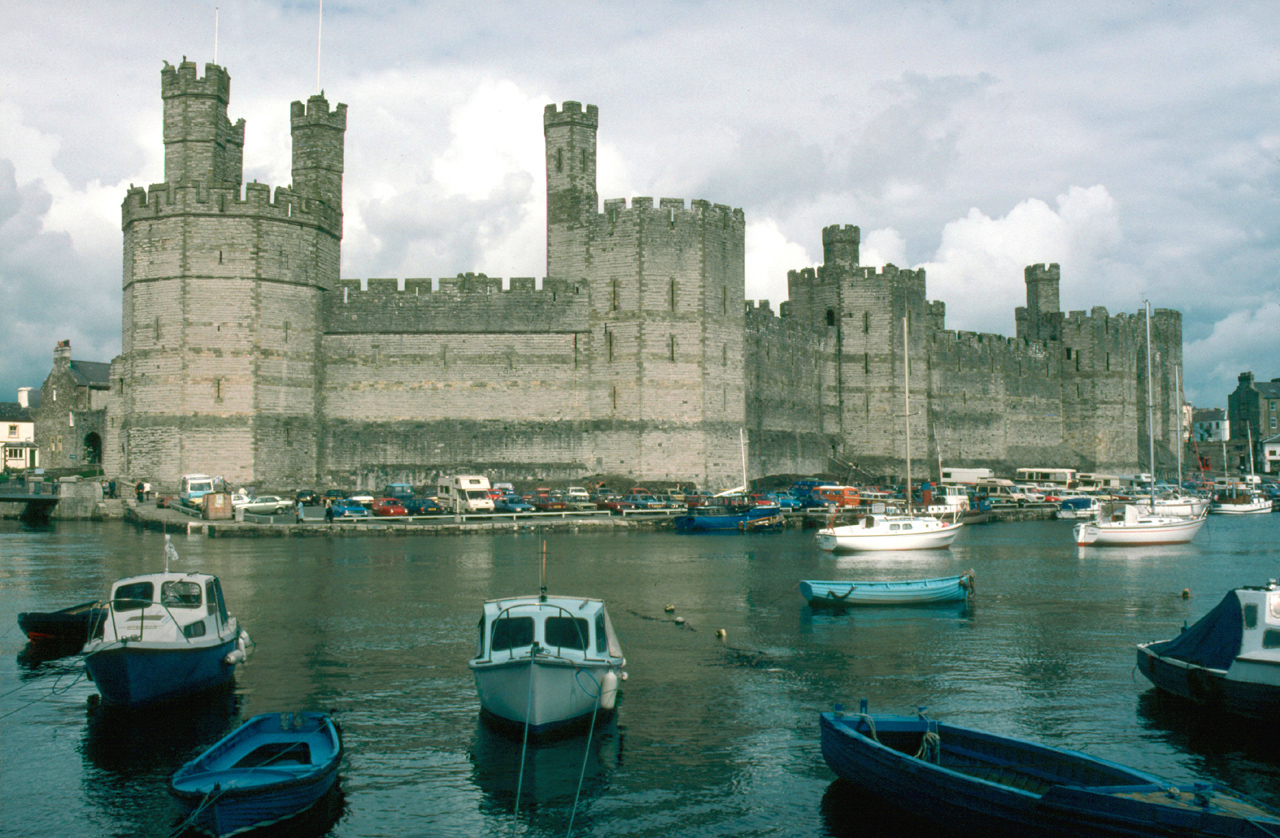
El castell de Caernarfon, la "capital" del domini anglès al nord de Gal·les durant dos segles després de la conquesta

A partir de 1277, i particularment després de 1283, Eduard es va començar una política de colonització anglesa i població de Gal·les, creant noves ciutats com Y Fflint, Aberystwyth i Rhuddlan. Fora de les ciutats, els pagesos gal·lesos van ser desallotjats de zones importants i les seves terres van ser repoblades per camperols anglesos: per exemple, al Senyoriu de Denbigh 10.000 hectàrees van ser ocupades per colons anglesos el 1334.
La principal preocupació d'Eduard després de la seva victòria era garantir la seguretat militar dels seus nous territoris i la construcció de castells de pedra es va convertir en el mitjà principal per aconseguir-ho. Sota la supervisió de James of Saint George, l'enginyer d'Eduard, es va construir una sèrie de castells imponents, utilitzant un disseny distintiu i les característiques defensives més avançades de l'època, per formar un "anell de pedra" al nord de Gal·les. Entre els edificis principals hi havia els castells de Beaumaris, Caernarfon, Conwy i Harlech.

### Rebel·lions posteriors
Algunes rebel·lions van continuar produint-se a Gal·les després de la conquesta. Aquests van incloure les revoltes el 1287–88, i la més important, la del 1294 sota Madog ap Llywelyn, un parent llunyà de Llywelyn ap Gruffudd. També va aver-hi una el 1316–1318 per Llywelyn Bren, Senyor de Senghenydd. A la dècada de 1370, Owain Lawgoch, l'últim representant de la línia masculina de la casa governant de Gwynedd, va planejar dues invasions de Gal·les amb suport francès. El 1400, un noble gal·lès, Owain Glyndŵr (o Owen Glendower), va liderar la revolta més gran contra el domini anglès. Cap d'aquestes rebel·lions va tenir èxit i per l'aplicació de les lleis de Gal·les de 1535–1542, Gal·les va acabar incorporant-se al Regne d'Anglaterra.

### Conseqüències per a Anglaterra
Hi va haver un impacte imprevist i important per a Anglaterra. El cost econòmic de la conquesta va ser molt elevat. Incloent la construcció dels nous castells, Edward va gastar unes 173.000 lliures per aconseguir-ho (en comparació, els ingressos anuals d'Eduard en aquell moment eren de aproximadament unes 40.000 £). A més, l'hisenda havia d'assumir el cost de la presència militar anglesa en curs a Gal·les, inclòs el manteniment dels nous castells. La necessitat financera del rei va contribuir a l'extensió del paper que tenia el parlament anglès, ja que en conseqüència calia augmentar els impostos.